# El Palomar (Córdoba)
El Palomar es una localidad española situada en la provincia de Córdoba, comunidad autónoma de Andalucía. Constituye una pedanía del municipio de Puente Genil.

## Situación
Situada a cuatro kilómetros al sur de Puente Genil, en un meandro del río Genil y flanqueada por escarpes de considerable desnivel, se organiza urbanísticamente en torno a dos ejes fundamentales: las calles Arroyo (prolongación de la carretera CO6302 que une esta población con Puente Genil) y Río Genil, (donde desemboca la anterior y que se extiende siguiendo el curso de Genil) que dibujan una T de brazos alargados en torno a los cuales se distribuye el resto de la población.
En las zonas llanas de los escarpes situados en la margen izquierda del curso fluvial se han construido numerosas casas de campo como segunda residencia. En los últimos años al sur de la carretera CO6302 en una zona más elevada que el caserío de la aldea se ha desarrollado una urbanización de viviendas unifamiliares y chalet adosados que está incrementando de forma lenta pero constante, la población de la zona.
No posee ayuntamiento, ya que pertenece al término municipal de Puente Genil. El código postal es 14512.

## Geografía
La aldea de El Palomar se asienta a orillas del Genil en el amplio meandro que dibuja el río poco después de recibir las aguas del río Yeguas y cambiar la dirección de su curso, que es sur/norte al entrar en la aldea y en un giro de más de 90 grados,  toma la dirección oeste/este abrazando a la población y formando una amplia vega utilizada desde hace siglos por los lugareños como huerta. Presenta una altitud de 175 metros sobre el nivel del mar. Sus coordenadas son latitud 37º 22´ 50´´N y longitud 4º 45´ 21´´O.

## Historia
Originariamente: "Isla de La Retamosa", porque era una extensión de terreno muy grande y solo había tarajes y retama, materiales que fueron utilizados por los primeros pobladores para construir sus viviendas, aunque el nombre actual se debe a la existencia en la aldea de un palomar. En aquellos terrenos se constituyó un palomar en el año 1601 perteneciente a Luis de Montes; y este, al fundar capellanía en la parroquia de Santiago, la dotó, entre otros bienes, con dicho palomar y terrenos adyacentes. La construcción de este palomar originó cuestiones con el "Concejo de Estepa", ya que pertenecía a su marquesado, que lo declaró perjudicial en sesión de 19 de noviembre de aquel año. Después se vendió a censo a Diego de Rivas, y; formalizada la ribera de huertas, fueron agrupándose las casas hasta constituir una aldea. En el año 1874, contaba con una gran calle y más de cien casas destinadas a trabajadores, asentándose como una de las mayores aldeas de la provincia de Córdoba con 339 habitantes en 1894, solo por detrás de la aldea de Ribera baja.
Diseminados a lo largo de la misma se encuentran pequeños núcleos de casas que dan origen a aldeas como El Rinconcillo, El Cerro de los Cuenca, Ribera Alta, Bocas de Rigüelo y San Luis.
La aldea del Palomar se encuentra a dos kilómetros de Puente Genil en el margen izquierdo del río Genil. 
La forma de vida tradicional de los habitantes de la aldea ha estado ligada al campo, en particular la huerta y los olivos que la rodean. Muchos de ellos mantienen esta actividad, que en los últimos años ha introducido cultivos de invernadero. Pero son también muchos, en particular jóvenes que han tenido la oportunidad de completar unos estudios de los que sus padres no pudieron disfrutar,   los que abandonan la aldea buscando otras perspectivas de vida.

### SigloXIX
La primera imprenta que se instaló en Puente Genil fue establecida el año de 1885 y sus primeras impresiones fueron una hoja con un Acto de contrición y Cirrepentamiento, puesto en verso por el profesor de la escuela pública de la aldea del Palomar D. Juan Francisco Alexandre.
Las molinas de Santa Ana, La de arriba y La de abajo, son dos pequeñas aceñas situadas encima de la aldea del Palomar, emplazadas sobre el rihuelo de las Yeguas, en lugar próximo a la ermita de Santa Ana. Cada una de ellas tiene dos piedras o muelas movidas a rodezno. El origen de estas dos pequeñas fábricas se contrae a los últimos años del siglo XVIII o primeros del siglo XIX. Fueron construidas, La de Abajo, por Ángela Romero, natural de Casariche, y La de Arriba, por Antonio Pozo.
En el Diario de Córdoba, se menciona a la aldea del Palomar en diversas ocasiones: en 1866 en cuanto a la venta de un terreno de tierra "calma" procedente de la fábrica parroquial de San Mateo. Notifica la defunción de una mujer vecina del Palomar en junio de 1892 en las vías férreas de Puente Genil, llamada Asunción Heredera y que tenía 50 años. Denuncia la incoación de un ladrón con 3240 reales en billetes y metálico en una casa del Palomar en julio de 1893.
El Puente de Hierro se yergue dominante sobre la Aldea, obra del ingeniero francés Leopoldo Lemoniez, alumno de Eiffel, quien llegó a Puente Genil para la instalación del ferrocarril con línea Córdoba-Málaga con ayuda de Ricardo Moreno Ortega. Se inició su construcción en 1864, inaugurándose el 10 de agosto de 1876.
La ermita de Nuestra Señora de los Remedios está situada en las inmediaciones de la aldea del Palomar y fue construida a expensas del presbítero D. Pedro Cuenca. Se bendijo el día 26 de julio de 1872.
El 31 de diciembre de 1888, se designa al Palomar dentro del cuarto colegio electoral de Puente Genil.

### SigloXX
Como dato curioso mencionar que posee luz eléctrica desde el año 1903. La fuerza motriz del salto de agua del Genil se utiliza para dar luz al Palomar desde al menos 1911.
El Diario de Córdoba, recuerda varios aspecto en el Palomar: la "velada" de Santa Ana con un gran trasiego de personas y vehículos, puntualizando que uno volcó al regreso pero que solo le ocasionó desperfectos y no daños personales. Detención de Juan Pastor Baena y Concepción Sánchez Quintero por conducir 3 caballerías con 8 sacos de aceite de procedencia ilegal en 1915. Detención de Juan Ribas Pozo y Manuel Ligero Jiménez al robar sacos de espigas de trigo en una finca ajena. Intervención de una escopeta mientras Miguel Álvarez Aguilar cazaba en el puente del Palomar sin la licencia pertinente en 1916. Publicación del reglamento que rige los requisitos para la inscripción en la Sociedad de Agricultores del Palomar en 1919. Hurto de aceitunas en 1920. Amenaza de muerte de Antonio Saldaña Cosano a Encarnación Cosano Pérez al que se detuvo e incautó una pistola que llevaba consigo, ingresando en prisión en 1924. Hurto de dos caballerías a Diego Casasrez Gálvez en 1924. Denuncia de la defunción de un hombre de 80 años conocido como Tío Juan el de los Almanaques en 1925. Detención de José Humana Raíz por insultar al alcalde cuando este intentaba detenerlo por agredir a otro vecino en 1925, que posteriormente intentó asesinarlo con una pistola por motivos de trabajo. Pérdida de una cartera de Eduardo Cosano Jurado con 200 pesetas y documentos. Intervención de aceitunas por Sin la correspondiente guía desde una finca "Senda del ladrillo" a un molino del Palomar en 1929. Incoación de sumaria a un guardia municipal del Palomar por lesionar gravemente por un disparo a un hombre en 1933. Hurto de tomates y pimientos en la finca "Boca de Riquelo".
En 1927 se hace referencia a la construcción preferente del camino vecinal de Puente Genil al Palomar, y en 1936 se ejecuta la reparación del camino vecinal de Puente Genil al Palomar con un presupuesto de 3.977,5 pesetas.
En 1963 ocurrió una catastrófica riada que marcó un punto de inflexión en el desarrollo económico e industrial de todo Puente Genil, destacando la hazaña de un vecino del Palomar llamado José Guerrero, que al notar que se movían los raíles de la vía férrea a su paso por el Puente de Hierro, cogió su bicicleta y se plantó en la estación para dar aviso de lo que ocurría, algo que impidió el descarrilamiento del correo Málaga-Algeciras en el que viajaban 200 personas y que ya estaba a punto de partir.
La Iglesia actual, reconstruida en el año 1982, posee la campana de la antigua, que tiene grabada la fecha de 1554. La Imagen de la Patrona, Santa Ana, data de 1940 aproximadamente, y vino a sustituir a otra más antigua, al parecer de gran valor artístico. Dicha Iglesia sufrió varias reparaciones a lo largo del siglo XX hasta su derrumbe y sustitución en 1982 por otra más moderna. La Iglesia de Santa Ana poseía un lugar cercado próximo a ella donde se enterraban habitantes del Palomar. La riada causó graves daños en la red de alcantarillado, destrozó el firme de las calles y deterioró considerablemente edificios de notable valor histórico.

## Educación
La creación del centro de C.P.R.A. Río Genil se remonta al curso 1991/1992,  cuando, fruto del desarrollo de la L.O.G.S.E. se acomete una reforma en la organización educativa de las zonas rurales en un intento de paliar el desfase que estas mantenían en relación con las zonas urbanas como consecuencia del tradicional abandono sufrido. De esta manera las escuelas unitarias de Los Arenales, La Ribera Baja y Sotogordo, así como los centros incompletos de Cordobilla y El Palomar, que funcionaban como centros independientes, se agruparon en una sola entidad, hasta que en 2009 cambió su denominación a la actual de C.P.R.A. Maestro Rafael Chacón Villafranca.
En el año 1916 se denunciaba la falta de maestros de escuelas oficiales, demostrando que en Puente Genil solo había en el Palomar y que era muy deficiente, resultando muy difícil descender los niveles de analfabetismo. En 1933 La escuela del Palomar de Primera Enseñanza era solo para niños y la de Ribera Alta, para niñas. En 1933 se nombró a Alberto Luque Caballero como maestro interino del Palomar (cesado en 1934 por la Junta local de Primera Enseñanza) y en 1934 a Inés Muñoz Gutiérrez. Antonio Tarancón Martínez fue maestro del Palomar en 1935, quien se presentó a concurso oposición para acceder a un puesto de trabajo en poblaciones de más de 15.000 habitantes. Luis Fuentes fue maestro sustituto en 1935.

## Población
El Palomar contaba en 2020 con 575 habitantes.

## Gentilicio
Palomeño, eña.

## Fiestas
Esta aldea celebra sus fiestas la tercera semana de mayo, en honor del Cristo de la Expiración, una imagen del cual es procesionada exclusivamente por mujeres. El fin de semana más próximo al 26 de julio (Día de Santa Ana) se celebra la verbena en honor de su patrona Santa Ana, y el primer fin de semana de septiembre en honor de Nuestra Señora del Rosario, en la que esta aldea goza de su mayor esplendor, debido a que en las fechas de octubre, la mayor parte de los vecinos en edad de trabajar se encontraban en la campaña de la vendimia francesa
Es costumbre acudir en las verbenas a comer churros y chocolate, sentarse en verano en las aceras con los vecinos, y en San Marcos pasar el día en el campo.

## Monumentos y lugares de interés

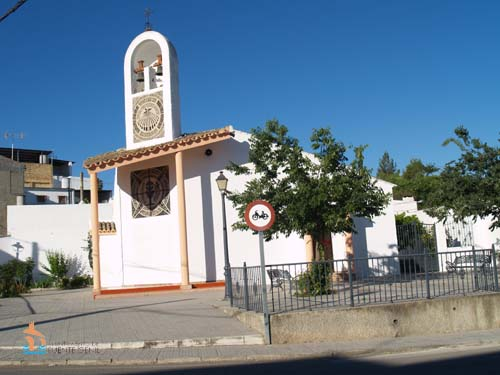
Ermita de Santa Ana

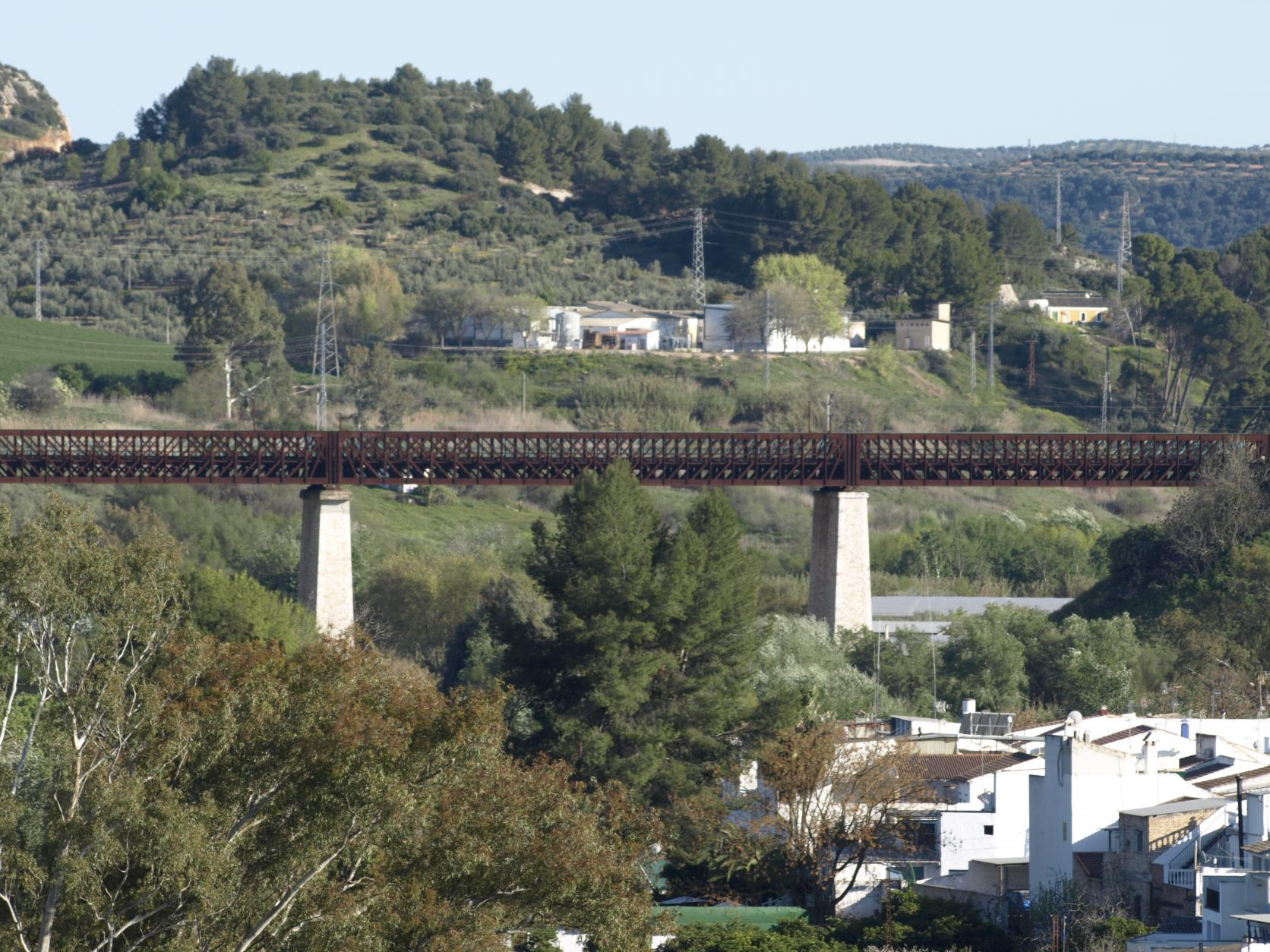
Puente de Hierro

Este idílico lugar estuvo poblado desde la más remota antigüedad gracias a la cercanía del agua, sin embargo los restos materiales más notables pertenecen al mundo romano. A este periodo histórico corresponden numerosos hallazgos en la zona del antiguo cortijo de San Luis, la haza de las piedras y la fábrica del yeso, en esta zona aparecieron los moldes de una antigua manufactura romana dedicada a la elaboración de figuras de barro y de candiles. Hacia 1940 apareció en la haza de las piedras un pequeño busto de mármol, que paso a la colección particular de Agustín del Pino. En el Museo Arqueológico de Málaga se encuentran algunas piezas procedentes de esta zona y entre ellas un sepulcro romano con inscripción de un tal Crisanto, este nombre es el primero que nos ha llegado de un habitante de estos lugares en la antigüedad.
En el Palomar destaca el Puente de Hierro, obra del ingeniero y arquitecto francés Leopoldo Lemoniez y Renaud, que tiene una longitud de 138 metros y salva un desnivel de 20metros; la Iglesia de Santa Ana, la patrona; y la ermita de Nuestra Señora de los Remedios.
Respecto a la Iglesia de Santa Ana, su primitiva imagen era una talla sentada de gran valor artístico y notable antigüedad que procedía de la vieja Molina de Santa Ana en el Arroyo del Rigüelo, un bello paraje donde pueden observarse las ruinas de la antigua ermita y molina que hubo en aquel lugar y en el que se realizaba la velá de Santa Ana.
En el Palacio Real de Madrid existe una acuarela con el Puente de Hierro y la aldea con su Iglesia, pintada en el año 1868 aproximadamente.
Recientemente se ha descubierto la antigua imagen de la Virgen del Rosario, escondida durante la Guerra Civil, se encontraba en las dependencias de la parroquia de Santiago en Miragenil, a la par que el niño Jesús del siglo XVIII procedente de la antigua Iglesia y que se encontraba en el mismo lugar de la casa parroquial de la citada parroquia de Santiago.
Los más viejos del lugar cuentan, que muy cercano a la aldea existía un cortijo llamada La Molina, hoy en día todavía en pie, donde se molía la harina mediante el agua del canal del Rigüelo para hacer pan y donde se dice que la Virgen se apareció.